# Eburia bahamicae
Eburia bahamicae là một loài bọ cánh cứng trong họ Cerambycidae.